# Václav Migas
Vaclav Migas est un joueur et de football tchèque, né le 16 septembre 1944 et mort le 23 septembre 2000.

## Carrière
Il ne connaît qu'un seul club tout au long de sa carrière de footballeur, celui du Sparta Prague avec lequel il remporte 2 championnats et 2 coupes. 
International tchécoslovaque, il participe à la Coupe du monde 1970 au Mexique. Lors de ce mondial il joue trois matchs : face au Brésil, face à la Roumanie et enfin face à l'Angleterre.

## Palmarès
- 8 sélections et 1 but en équipe de Tchécoslovaquie
- Vainqueur de la Coupe Mitropa en 1964
- Champion de Tchécoslovaquie en 1965 et 1967
- Vainqueur de la Coupe de Tchécoslovaquie en 1964 et 1972